# 沙尔特里耶-费里耶尔
沙尔特里耶-费里耶尔（法語：Chartrier-Ferrière，法語發音：[ʃaʁtʁije fɛʁjɛʁ]）是法国科雷兹省的一个市镇，位于该省西南部，属于布里夫拉盖亚尔德区。该市镇于1846年由原市镇沙尔特里耶（Chartrier）和费里耶尔（Ferrière）合并而成。

## 地理
沙尔特里耶-费里耶尔（45°4'15"N, 1°27'7"E）面积15.16 平方千米，位于法国新阿基坦大区科雷兹省，该省份为法国中南部省份，北起上维埃纳省和克勒兹省，西接多爾多涅省，南至洛特省，东临多姆山省和康塔爾省。
与沙尔特里耶-费里耶尔接壤的市镇（或旧市镇、城区）包括：沙斯托、埃斯蒂瓦勒、内斯普勒、圣塞尔南德拉尔什、莱科托佩里古尔丹、纳达亚克。

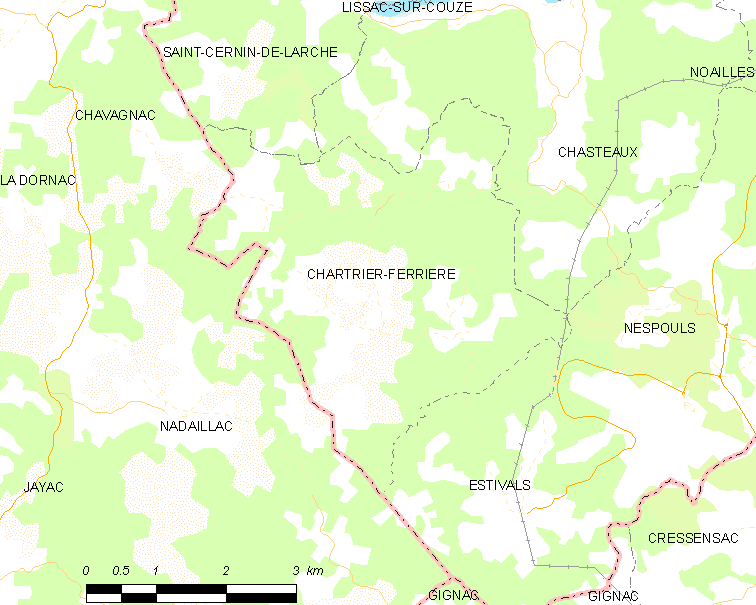
沙尔特里耶-费里耶尔的OSM定位图

沙尔特里耶-费里耶尔的时区为UTC+01:00、UTC+02:00（夏令时）。

## 行政
沙尔特里耶-费里耶尔的邮政编码为19600，INSEE市镇编码为19047。

## 政治
沙尔特里耶-费里耶尔所属的省级选区为圣庞塔莱翁-德拉尔什县。

## 人口

1962-2008年间沙尔特里耶-费里耶尔人口变化图示

沙尔特里耶-费里耶尔于2022年1月1日时的人口数量为377人。